# Neale Marmon
Neale Gordon Marmon (* 21. April 1961 in Bournemouth) ist ein ehemaliger englischer Fußballspieler und derzeitiger -trainer. Der Abwehrspieler bestritt 198 Spiele für den VfL Osnabrück, Hannover 96 und den FC 08 Homburg in der 2. Bundesliga und erzielte dabei 13 Tore.

## Sportlicher Werdegang
Marmon begann mit dem Fußballspielen bei Plymouth Argyle. Als sein Vater, ein Offizier der British Army, 1972 nach Deutschland versetzt wurde, schloss er sich dem SC Rinteln an. Während er dort die einzelnen Jugendmannschaften durchlief, war er parallel ein ambitionierter Schwimmer und gewann in den 1970er Jahren mehrere niedersächsische Meistertitel. Wegen seine Berufsausbildung zum Sportlehrer und Physiotherapeuten kehrte er später nach England zurück und lief für Torquay United auf. 1982 kehrte er zum SC Rinteln zurück, nach einem Jahr zog er zum TuS Hessisch Oldendorf in die drittklassige Oberliga Nord weiter und trug mit 28 Saisoneinsätzen zum 10. Tabellenplatz in der Spielzeit 1983/84 bei.
Im Sommer 1984 wechselte Marmon zum VfL Osnabrück, der aus der 2. Bundesliga abgestiegen war. Als Meister der Oberliga-Spielzeit 1984/85 zog er mit der Mannschaft in die Aufstiegsrunde zur 2. Bundesliga, die sie bei sieben Siegen und nur einer Niederlage (einem 1:2 gegen Tennis Borussia Berlin) souverän absolvierte. In den folgenden vier Spielzeiten war er Stammkraft in der Defensive der Mannschaft von der Bremer Brücke und stieg zum Mannschaftskapitän auf.
Der Bundesliga-Absteiger Hannover 96 verpflichtete Marmon im Sommer 1989, dort unterzeichnete er einen Zwei-Jahres-Vertrag. Hier kam er mit Slobodan Čendić und dessen Nachfolger Michael Krüger nicht zurecht, so dass er bereits in der Winterpause den Klub wieder verließ. Er heuerte beim englischen Klub Colchester United in der Fourth Division an, stieg aber mit der Mannschaft im Sommer 1990 in die fünftklassige Football Conference ab. Er spielte noch eine Saison im Non-League Football, verpasste aber den direkten Wiederaufstieg mit dem Klub.
1991 kehrte Marmon erneut nach Deutschland zurück, wo er beim ehemaligen Bundesligisten FC 08 Homburg unterkam. Während er mit dem Zweitligisten als Tabellenvierter der Spielzeit 1991/92 als Tabellenletzter der Meisterschaftsrunde keine große Rolle in der Liga gespielt hatte, ließ er mit der Mannschaft im DFB-Pokal 1991/92 aufhorchen. Zwar scheiterte sie dort nach Verlängerung in der 3. Runde gegen den 1. FC Kaiserslautern, zuvor hatte sie Marmon jedoch zu einem 4:2-Auswärtserfolg nach Verlängerung in der 2. Runde beim FC Bayern München geführt. Nachdem die Mannschaft in der folgenden Spielzeit in Abstiegsgefahr geraten war, kam es im Januar zu einem Trainerwechsel. War Marmon unter Hans-Ulrich Thomale noch Stammspieler gewesen, rückte er unter Uwe Klimaschefski nach einer Verletzungspause aufgrund eines Anfang Februar zugezogenen Bänderrisses ins zweite Glied. Er bestritt in der gesamten Rückrunde nur noch eine Partie, insbesondere da er ab Ende April „intern gesperrt“ und trotz bis Sommer 1994 gültigen Kontrakts zur Vereinssuche aufgefordert wurde.
Im Sommer 1993 kehrte Marmon dem Profifußball den Rücken und schloss sich dem FSV Salmrohr an, mit dem er sich 1994 für die neu gegründete Regionalliga West/Südwest qualifizierte. Im Sommer 1996 kam es dort zu einem Schnitt, bei dem der Klub sich von teuren Ex-Profis trennte. Dies betraf neben Marmon Rainer Ernst und Wolodymyr Ljutyj. Er schloss sich daraufhin dem Ligakonkurrenten SV Elversberg an, wo er auf seine ehemaligen Homburger Mitspieler Bernd Gries und Gerhard Kohns traf. Im Dezember des Jahres übernahm er als Nachfolger von Frank Holzer zusätzlich das Traineramt beim Drittligisten. Am Ende der Spielzeit 1996/97 stieg er mit dem Klub in die Oberliga Südwest ab, schaffte aber – nachdem er mittlerweile die Fußballschuhe an den Nagel gehängt hatte – als Trainer den Meistertitel in der Spielzeit 1997/98 und damit den direkten Wiederaufstieg. In der Regionalliga überstand er mit dem Klub die Kürzung der Staffeln von vier auf drei 2000, ehe er Anfang April 2001 gefeuert wurde.
Ende Dezember 2001 verpflichtete Preußen Münster Marmon als neuen Cheftrainer, nachdem der Klub sich vor Weihnachten von Stefan Grädler getrennt hatte. Bereits Im November 2002 wurde er wieder seines Amtes enthoben. Anschließend verdingte er sich vor allem im saarländischen Amateurbereich bei FC Kutzhof, der SG Schwemlingen/Tünsdorf/Ballern und der SpVgg Merzig. Im März 2019 wechselte er als Trainer des Viertligisten Yeovil Town noch einmal in den Profi-Bereich. Dort blieb er bis zum Saisonende tätig.